# Allomerus maietae
Allomerus maietae (лат.) — вид южноамериканских древесных муравьёв подсемейства мирмицины (Myrmicinae). Эндемик Южной Америки: Бразилия (Амазонас). Мелкие муравьи коричневого цвета (длина тела около 2 мм). Длина головы рабочих особей 0,63 мм (ширина — 0,54 мм). Усики рабочих 11 члениковые с булавой из 3 апикальных сегментов. Скапус усиков рабочих очень короткий (его длина около 0,4 мм). Жвалы с пятью зубцами на жевательном краю. Нижнечелюстные щупики 3-члениковые, а нижнегубные щупики состоят из 2 сегментов. Стебелёк между грудкой и брюшком состоит из двух сегментов (петиоль + постпетиоль). Обнаружены на двудольных растениях Maieta neblinensis (семейство Меластомовые). Вид был впервые описан в 2007 году колумбийским мирмекологом Фернандо Фернандесом (Fernández, F., Instituto de Ciencias Naturales, Национальный университет Колумбии, Богота, Колумбия) и назван A. maietae по имени растения (Maieta), на котором обитает.